# بوبي باكستر (لاعب كرة قدم)
بوبي باكستر (بالإنجليزية: Bobby Baxter)‏ (4 فبراير 1937 بردكار في المملكة المتحدة - ) هو لاعب كرة قدم بريطاني في مركز مهاجم داخلي. لعب مع برايتون أند هوف ألبيون ونادي توركي يونايتد ودارلينجتون إف سى.